# Meteorologica
Meteorologica (Μετεωρολογικά) è un trattato di Aristotele. Il testo discute di ciò che Aristotele riteneva fossero gli elementi comuni all'aria e all'acqua, i tipi e le parti della terra. Comprende i primi resoconti di evaporazione dell'acqua, terremoti e altri fenomeni meteorologici.

## Struttura
Il trattato è in quattro libri di cui i primi tre riguardano quello che ora consideriamo meteorologia, e il quarto libro è principalmente dedicato alla chimica atmosferica.
Nel libro I, Aristotele inizia parlando del ruolo della meteorologia nelle scienze naturali e della sintesi degli argomenti da discutere. Ci si sofferma, poi, sui principi generali ed elementi di base del mondo sublunare e della relazione di esso con il resto del cosmo. Dopo aver parlato di disposizione e natura dei quattro elementi di base, aria, terra, fuoco e acqua, a proposito del nostro pianeta, Aristotele dimostra chiaramente come gli antichi già sapessero che fosse sfericoː
La terra è circondata dall'acqua, così come lo è dalla sfera dell'aria, e quella ancora dalla sfera chiamata quella del fuoco. 
La natura speciale dei corpi che riempiono lo spazio tra la terra e le stelle viene, dunque, trattata in dettaglio, discutendo la formazione delle nuvole e la loro altezza e le regioni superiori dell'aria. Aristotele passa, poi, a parlare dei corpi celesti, offrendo e discutendo le opinioni e spiegazioni di Anassagora, Democrito, i Pitagorici, Ippocrate di Chio, che egli confuta esponendo la sua teoria sulle comete e sulla Via Lattea. In seguito, si passa a parlare delle piogge e dei cambiamenti climatici.
Il libro II inizia con una discussione sul mare e la sua natura, passando, poi, a trattare di venti (correlati ai terremoti secondo gli antichi) e, nel libro III, di tuoni e lampi, aurore e arcobaleni. Interessante, a proposito del fenomeno dell'erosione marina, è quanto il filosofo affermaː
Quindi è chiaro, dal momento che non ci sarà fine al tempo e il mondo è eterno, che né il Tanais né il Nilo scorrono da sempre, ma che la regione da cui fluiscono era una volta asciutta: perché i loro effetti possono essere finiti, ma il tempo non può. E questo sarà ugualmente vero per tutti gli altri fiumi. Ma se i fiumi nascono e periscono e le stesse parti della terra non sono sempre umide, il mare deve cambiare di conseguenza. E se il mare avanza sempre un luogo e retrocede in un altro è chiaro che le stesse parti di tutta la terra non sono sempre né mare né terra, ma che tutto ciò cambia nel corso del tempo. 

## Importanza

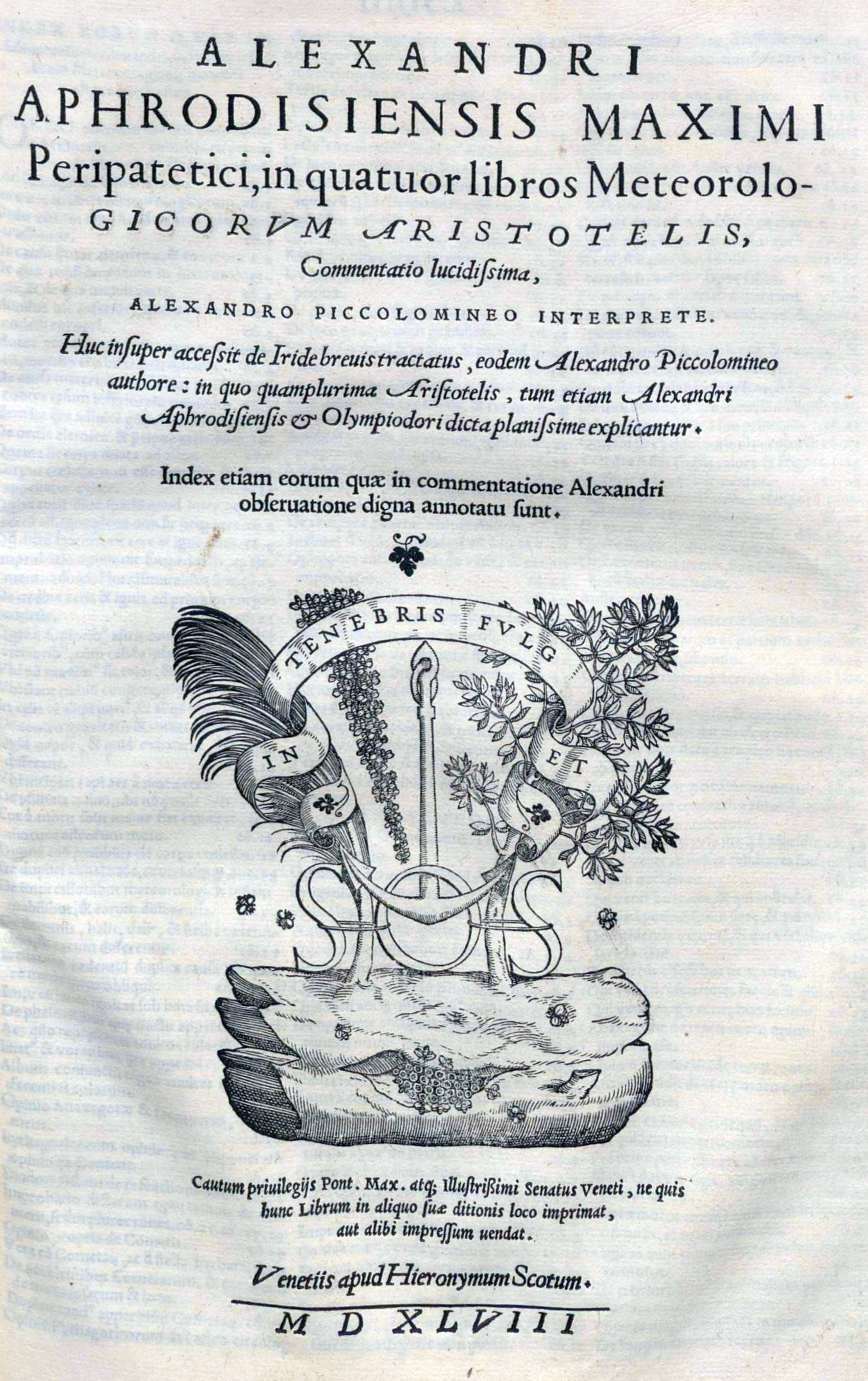
Alessandro di Afrodisia, Commentaria in meteorologica Aristotelis, edizione del 1548

i Meteorologica non rappresentano solo le teorie di Aristotele, ma anche un accumulo di fatti raccolti da precedenti filosofi naturalistici, storici, poeti ed esperienza comune, secondo il metodo dossografico già offerto dallo Stagirita nella Metafisica.
Numerose teorie meteorologiche derivano dagli egizi e molto ha una precisa origine babilonese, specialmente nella classificazione dei ventiː quindi, il trattato potrebbe essere considerato come rappresentante dello stato della conoscenza meteorologica ai tempi di Aristotele.